# Kanton Pézenas
Pézenas is een kanton van het Franse departement Hérault. Het kanton maakt deel uit van het arrondissement Béziers.

## Gemeenten

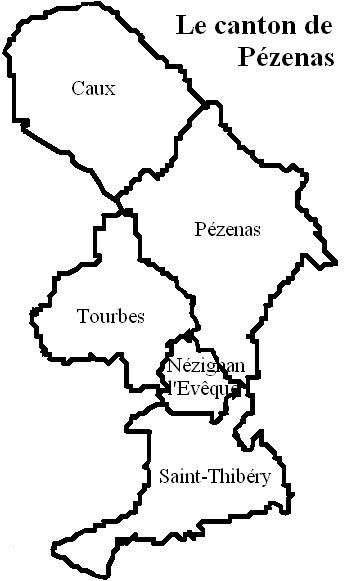
Ligging van gemeenten in het kanton voor 2015

Het kanton Pézenas omvatte tot 2014 de volgende 5 gemeenten:
- Caux
- Nézignan-l'Évêque
- Pézenas (hoofdplaats)
- Saint-Thibéry
- Tourbes

Bij de herindeling van de kantons door het decreet van 26 februari 2014, met uitwerking op 22 maart 2015, werden daar volgende 10 gemeenten aan toegevoegd :
- Abeilhan
- Alignan-du-Vent
- Castelnau-de-Guers
- Coulobres
- Florensac
- Montblanc
- Pinet
- Pomérols
- Puissalicon
- Valros